# 滨湖勒卢
滨湖勒卢（法語：Le Lou-du-Lac，法語發音：[lə lu dy lak]）是法国伊勒-维莱讷省的一个旧市镇，位于该省西部，属于雷恩区。2016年1月1日，滨湖勒卢和相邻的拉沙佩勒迪卢合并为新市镇滨湖拉沙佩勒迪卢（La Chapelle du Lou du Lac）。

## 地理
滨湖勒卢（48°12'34"N, 1°59'34"W）面积3.18 平方千米，位于法国布列塔尼大區伊勒-维莱讷省，该省份为法国西北部沿海省份，位于布列塔尼半岛东部，北濒大西洋，西接阿摩尔滨海省和莫尔比昂省，南至大西洋卢瓦尔省，西南端接曼恩-卢瓦尔省，东临马耶讷省，东北与芒什省接壤。
与滨湖勒卢接壤的市镇（或旧市镇、城区）包括：拉沙佩勒迪卢、贝代、布列塔尼地区蒙托邦。

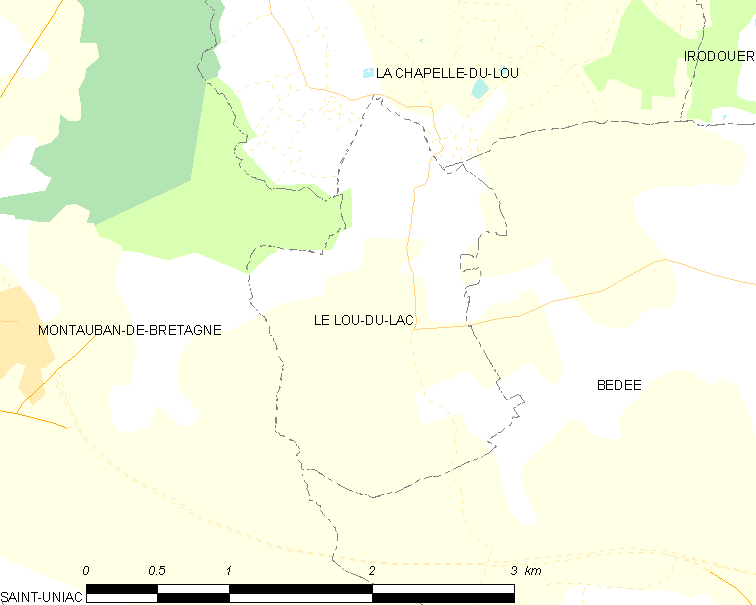
滨湖勒卢的OSM定位图

滨湖勒卢的时区为UTC+01:00、UTC+02:00（夏令时）。

## 行政
滨湖勒卢的邮政编码为35360，INSEE市镇编码为35158。

## 政治
滨湖勒卢所属的省级选区为布列塔尼地区蒙托邦县。

## 人口

1962-2008年间滨湖勒卢人口变化图示

滨湖勒卢于2018年1月1日时的人口数量为97人。